# Беседівка
Бесе́дівка — село в Україні, у Коровинській сільській громаді Роменського району Сумської області. Населення становить 490 осіб. До 2017 орган місцевого самоврядування — Томашівська сільська рада.                                    Село Беседівка має дуже цікаву та насичену історію, про яку, на жаль, знають здебільшого лише місцеві жителі та старожили. Події минулого — від давніх поселень до драматичних моментів революційних часів — зберігаються у спогадах, переказах і рідкісних архівних згадках.                             

## Географія
Село Беседівка знаходиться на березі річки Хусть, вище за течією на відстані 0,5 км розташоване село Гринівка, нижче за течією на відстані 2,5 км розташоване село Малі Будки.

## Історія
Виписка з ревізійної книги по Смілівській сотні Лубенського полку за 14 серпня 1740 року:
Всього по смілівській сотні, окремо (без підданих Києво-Печерської Лаври) та іншого тимчасового населення, козацьких дворів, хат, а в них родин:
Дворів — 722
Хат — 791
Родин — 791.
Всього по м. Смілому дворів — 388, хат — 366, родин — 366.
по с. Протасівка дворів — 172, хат — 189, родин — 189.
по с. Томашівка дворів — 98, хат — 109, родин — 109.
по с. Гринівка дворів — 33, хат — 35, родин — 35.
по с. Беседівка дворів — 12, хат — 26, родин — 25.
- 12 червня 2020 року, відповідно до розпорядження Кабінету Міністрів України № 723-р «Про визначення адміністративних центрів та затвердження територій територіальних громад Сумської області», село увійшло до складу Коровинської сільської громади[2].
- 19 липня 2020 року, в результаті адміністративно-територіальної реформи та ліквідації Недригайлівського району, громада увійшла до складу новоутвореного Роменського району[3].

## Політика

### Парламентські вибори, 2019
На позачергових парламентських виборах 2019 року у селі функціонувала окрема виборча дільниця № 590390, розташована у приміщенні клубу.
Результати
- зареєстровано 227 виборців, явка 60,79 %, найбільше голосів віддано за «Слугу народу» — 40,00 %, за Радикальну партію Олега Ляшка — 21,48 %, за Всеукраїнське об'єднання «Батьківщина» — 12,59 %[4]. В одномандатному окрузі найбільше голосів отримав Анатолій Кобзаренко (самовисування) — 32,33 %, за Максима Гузенка (Слуга народу) — 26,32 %, за Віктора Ладуху (Всеукраїнське об'єднання «Батьківщина») — 11,28 %[5].

## Пам'ятки
- Курган[d] (III тис. до н. е. — I тис. н. е.);
- Поселення[d] (ранній залізний вік);
- Поселення[d] (ранній залізний вік, раннє середньовіччя (колочинська культура V—VII ст., волинцевська культура VII—VIII ст.));
- Братська могила радянських воїнів та пам'ятник воїнам-землякам[d];